# Joachim Mynsinger von Frundeck
Joachim Mynsinger von Frundeck (1514-1588)  (* Stuttgart, 13 de Agosto de 1514 † Helmstedt, 3 de Maio de 1588) foi um jurista alemão, chanceler do ducado de Braunschweig-Wolfenbüttel e autor de inúmeras obras neo-latinas.

## Obra
- Ioachimi Mynsingeri A'Frundeck ... Responsorum Iuris, sive consiliorum decades decem, sive centuria integra, Nunc ndeuo in communem Iuris studiosorum usum emendatius editae. Acceßit index ... - Basileae : Gemusaeus, 1596.